# Грон (Шер)
Грон (фр. Gron) — коммуна во Франции, находится в регионе Центр. Департамент — Шер. Входит в состав кантона Божи. Округ коммуны — Бурж.
Код INSEE коммуны — 18105.

## География
Коммуна расположена приблизительно в 195 км к югу от Парижа, в 110 км юго-восточнее Орлеана, в 27 км к востоку от Буржа.
Через территорию коммуны протекает река Йевр. По территории коммуны проходит паломнический Путь Святого Иакова в испанский город Сантьяго-де-Компостела.

## Население
Население коммуны на 2008 год составляло 455 человек.
| 1962 | 1968 | 1975 | 1982 | 1990 | 1999 | 2008 |
| ---- | ---- | ---- | ---- | ---- | ---- | ---- |
| 389  | 483  | 365  | 302  | 341  | 426  | 455  |

## Экономика
В 2007 году среди 263 человек в трудоспособном возрасте (15-64 лет) 184 были экономически активными, 79 — неактивными (показатель активности — 70,0 %, в 1999 году было 62,2 %). Из 184 активных работали 170 человек (86 мужчин и 84 женщины), безработных было 14 (5 мужчин и 9 женщин). Среди 79 неактивных 26 человек были учениками или студентами, 23 — пенсионерами, 30 были неактивными по другим причинам.